# Opius almatus
Opius almatus är en stekelart som beskrevs av Fischer 1979. Opius almatus ingår i släktet Opius och familjen bracksteklar. Inga underarter finns listade i Catalogue of Life.